# Platja de Llevant (Santa Susanna)
La platja de Llevant és una platja semiurbana de la costa del Maresme, del municipi de Santa Susanna (Maresme) que se situa paral·lela al passeig Marítim, on es troben els hotels turístics. Limita al nord amb la platja de l'Astillero, de Malgrat de Mar, i al sud amb la platja de les Caletes. Té una longitud de 800 m i una amplada variable de 75 m de sorra molt gruixuda i un pendent d'entrada a l'aigua bastant pronunciat. El centre urbà de Santa Susanna es troba a poc més d'un quilòmetre cap a l'interior. Disposa de la certificació de sostenibilitat turística de reconeixement internacional Biosphere.